# اچ‌ام‌اس کوآل (۱۸۰۶)
اچ‌ام‌اس کوآل (۱۸۰۶) (به انگلیسی: HMS Quail (1806)) یک کشتی بود که طول آن ۵۶ فوت ۲ اینچ (۱۷٫۱ متر) بود. این کشتی در سال ۱۸۰۶ ساخته شد.